# 上岡梨紗
上岡 梨紗（うえおか りさ、1995年8月8日 - ）は、日本の女性アナウンサー。

## 略歴・人物
大阪市堀江出身。
NHKの契約キャスターを経て、2022年に熊本放送へ入社。
2025年に熊本放送を退社した後、再びNHKの契約キャスターに転じ、地元の大阪放送局に勤務することとなる。

## 嗜好・挿話
- 犬（トイプードル）を飼っている[3][4]。
- 剣道経験者。
- 食欲が旺盛だといい[2]、好物は米飯と肉だという。
- ポケモンパンが好きで、小学生の頃から欠かさず最低でも毎日1つ食べているという。
- 2024年5月2日に「夕方LIVE ゲツキン!」の中継リポーターをつとめた際、人生初の卵かけご飯を食べた[5]。尚、この時の取材先はフリーアナウンサー八幡美咲の実家にあたる。
- 3年間在籍した熊本放送では、社内有志で野球部を編成し、毎年5月頃に開催される「熊本市民早起き野球」にチームを出場させているが、2022年度等当該チームのマネージャー[3][4]をつとめたことがある。

## 出演番組

### テレビ
- ほっと関西（リポーター）

## 過去の出演番組

### 熊本放送時代

#### ラジオ
- ゴリけんの九州・沖縄ぐるぐるマップ（RKBラジオ製作のブロックネット番組） - 熊本放送担当リポーター（不定期）
- とんでるワイド 大田黒浩一のきょうも元気!（水曜アシスタント）
  - 2023年4月5日[6] - 2025年3月26日。初のラジオレギュラーであり、1993年の番組開始後に生まれた者がアシスタントをつとめるのは、番組史上初であった。
- 午後2時5分一寸一服（火曜担当）
  - 2024年4月2日 - 2025年3月25日。

#### テレビ
- 夕方LIVE ゲツキン!（2022年5月 - 番組終了）
  - 2022年度は不定期に、2024年度は主に木曜→金曜の中継リポーターをつとめる。このほか、月・火（2023年3月迄）→火・木（2023年4月 - 2024年4月）のニュースキャスターを担当していた。

#### テレビ・ラジオ
- 熊日ニュース（随時）

#### 新潟放送局時代
テレビ
- 新潟ニュース610 （隔週、2021年4月 - 2022年3月）

等